# Catedral de la Transfiguración (Odesa)
La catedral de la Transfiguración (en ucraniano: Спасо-Преображенський собор) es la principal catedral ortodoxa que está situada en Odesa, Ucrania.La catedral forma parte del centro histórico de Odesa, inscrito como Patrimonio de la Humanidad por la Unesco el 25 de enero de 2023.
El templo está consagrado a la transfiguración de Jesús y fue gravemente dañado por un ataque con misiles rusos contra Odesa el 23 de julio de 2023.

## Historia
El edificio fue iniciado en 1794 por el metropolitano Gavril Bănulescu-Bodoni. Con la muerte de Catalina II de Rusia y el reinado del nuevo zar Pablo I, se bloquearon todos los fondos para la construcción del templo. Fue solo con el nombramiento del duque de Richelieu como gobernador de Odesa que finalmente se pudieron reanudar las obras en la que se convertiría en la catedral más grande de la Nueva Rusia. Finalizada en 1808, la catedral era un edificio neoclásico con un interior ricamente decorado con mármol policromado. El campanario fue construido entre 1825 y 1837, según un diseño del arquitecto italiano Francesco Frapolli.La iglesia se amplió hasta convertirse en una de las catedrales ortodoxas más grandes, con capacidad para 9.000 personas.
La catedral fue designada iglesia principal de Nueva Rusia en 1808. Dada su importancia, se convirtió en el lugar de enterramiento no solo de los obispos de Táurica, sino también del gobernador general de Nueva Rusia, Mijaíl Vorontsov, y su esposa. Varias iglesias de la región, incluida la catedral de la Natividad en Chisináu, fueron construidas imitando conscientemente la catedral de Odesa. 
Demolida por las autoridades soviéticas en 1936, la catedral fue reconstruida entre 1999 y 2003. En el interior de la catedral fueron enterrados nuevamente los restos de Vorontsov y su esposa, que habían sido enterrados en secreto en un cementerio setenta años antes. Hay una estatua suya en la plaza de la catedral. El 11 de noviembre de 2023, se eliminó el estatus monumental de esta escultura para cumplir con las leyes de derusificación de 2023.
La noche del 23 de julio de 2023, el edificio quedó parcialmente destruido durante un ataque con misiles rusos sobre Odesa en el marco de la invasión rusa de Ucrania, con daños tanto en la fachada como en el interior del edificio. La UNESCO condenó los ataques rusos a sitios Patrimonio de la humanidad en Ucrania, incluyendo la Catedral de la Transfiguración.Giorgia Meloni, primera ministra de Italia, dijo que su país está dispuesto a participar en la restauración de la catedral.

## Arquitectura
La catedral fue ampliada continuamente durante todo el siglo XIX: el campanario se construyó entre 1825 y 1837, y el refectorio que lo conecta con la iglesia principal varios años después. 
El interior estaba revestido de mármol policromado, y el biombo de iconos también era de mármol.
Las campanas de la catedral están controladas por un dispositivo electrónico capaz de reproducir 99 melodías.

## Galería

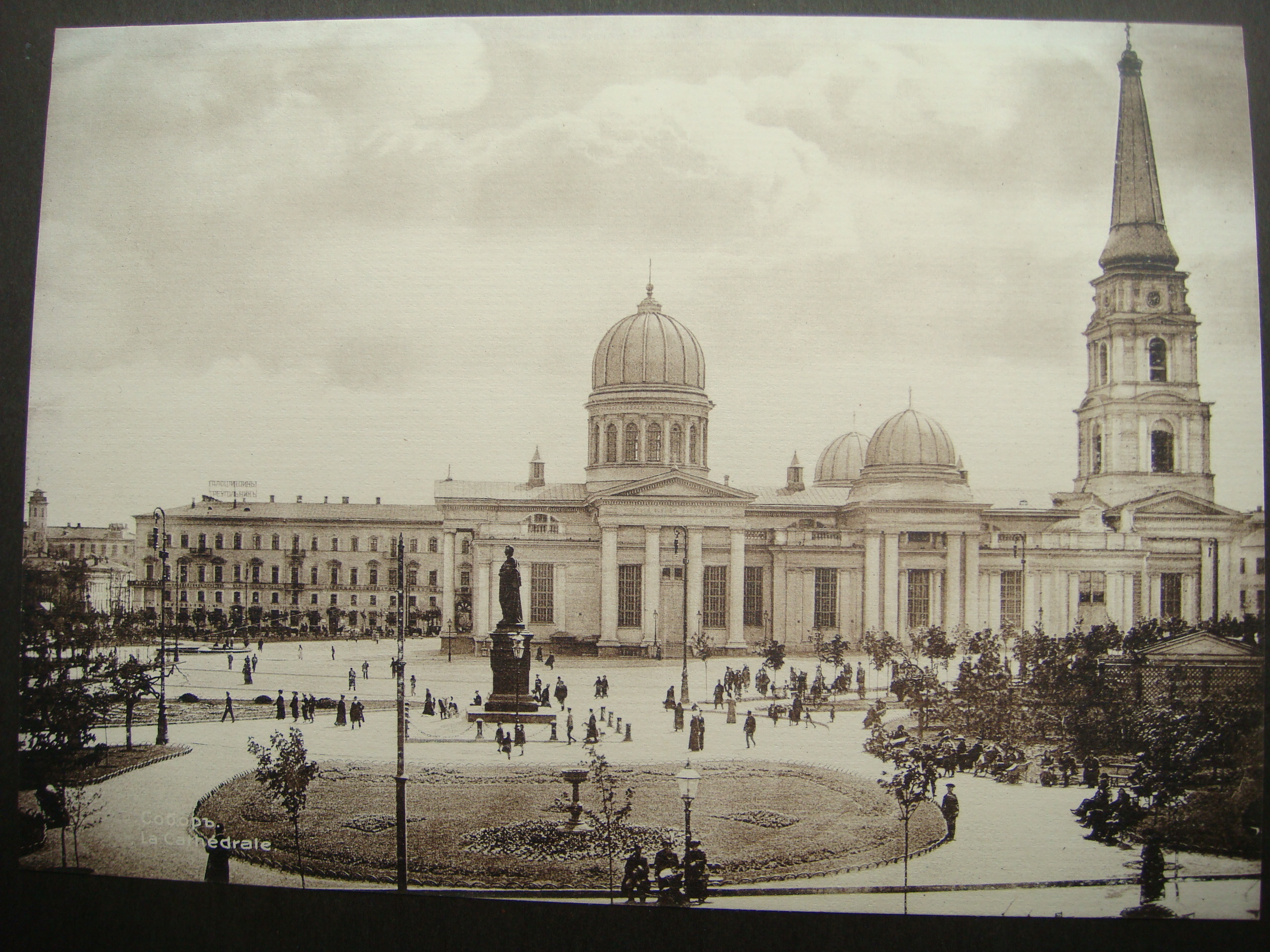
Plaza de la catedral a principios del siglo XX
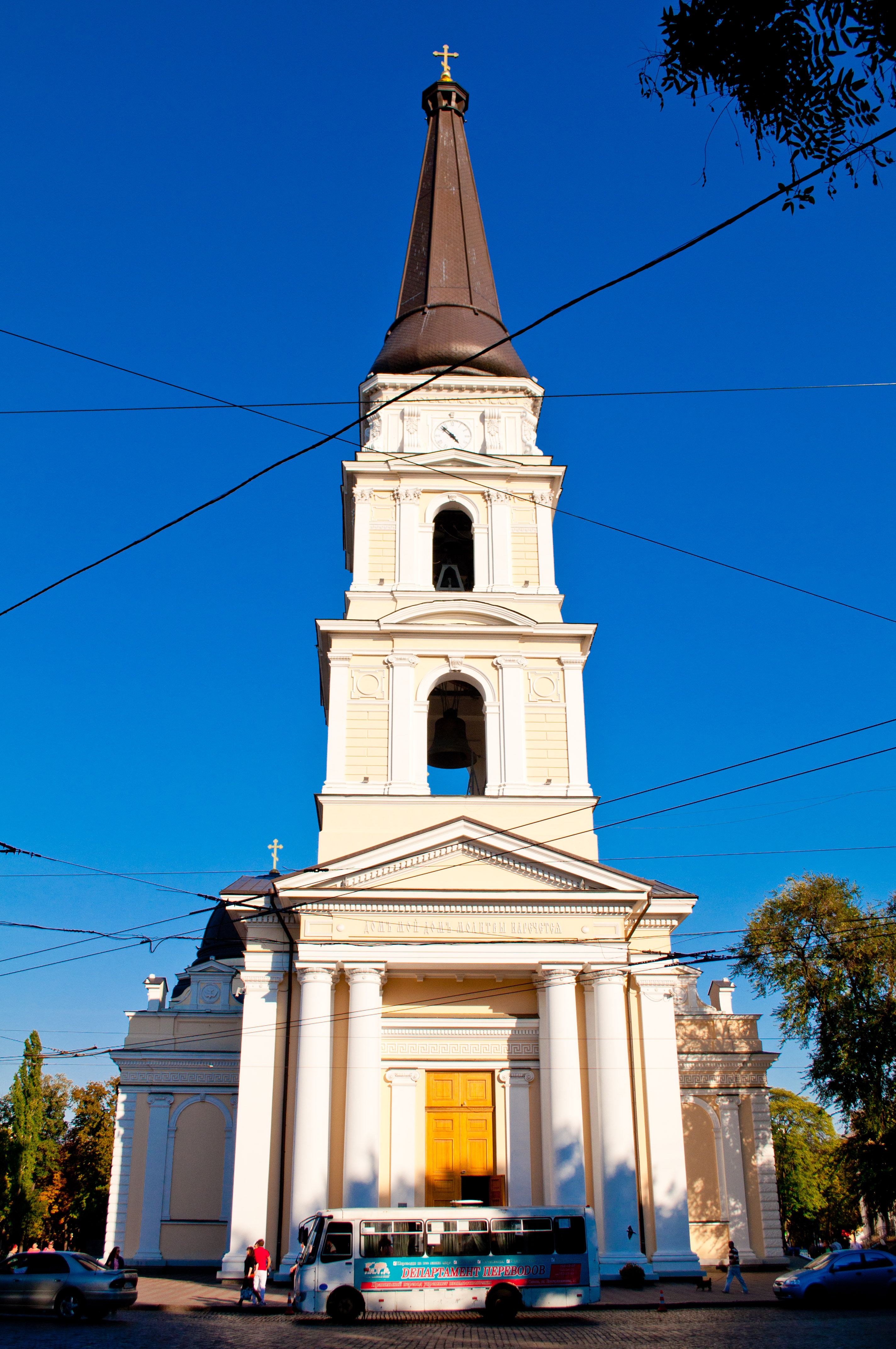
Campanario y entrada principal
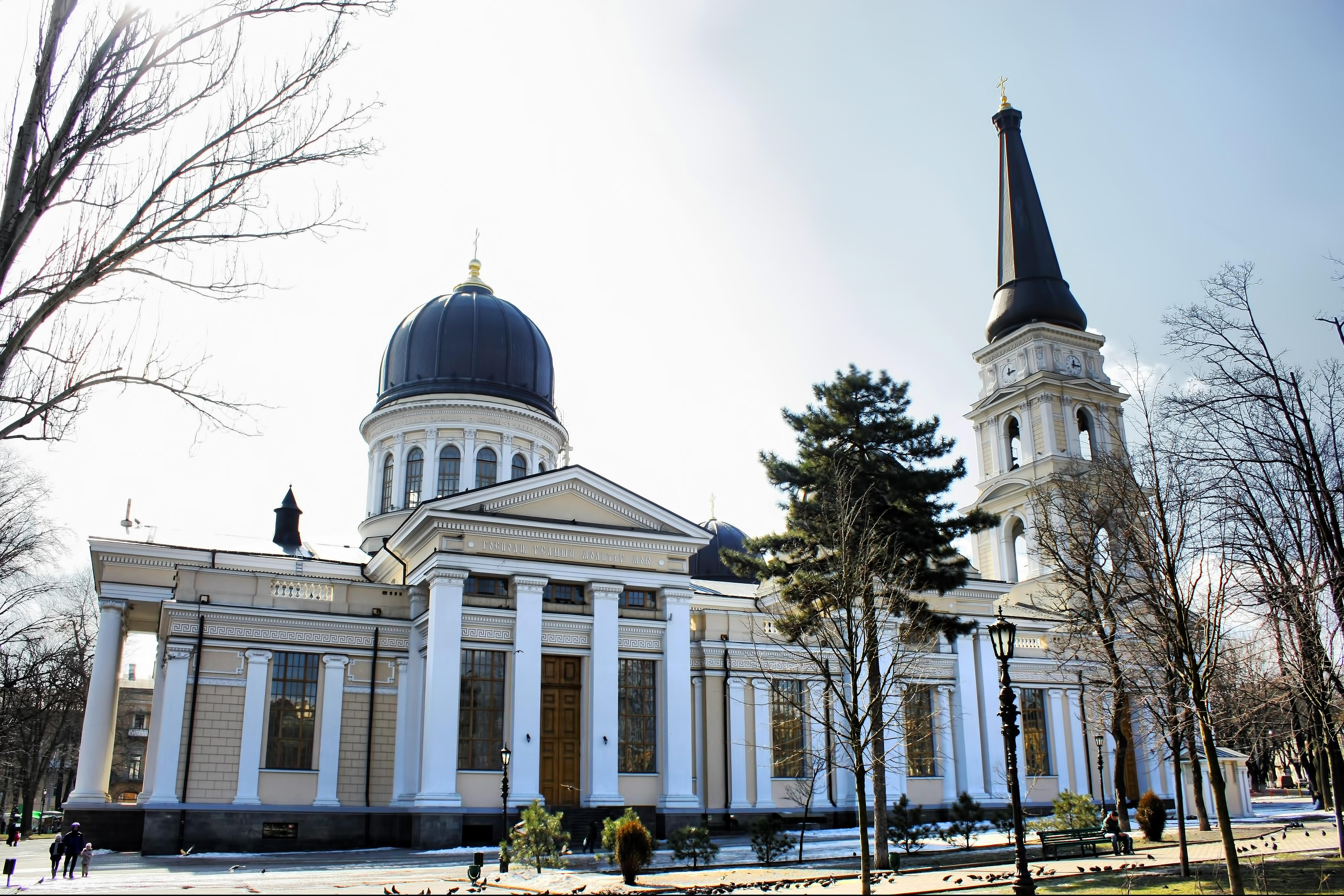
Vista lateral
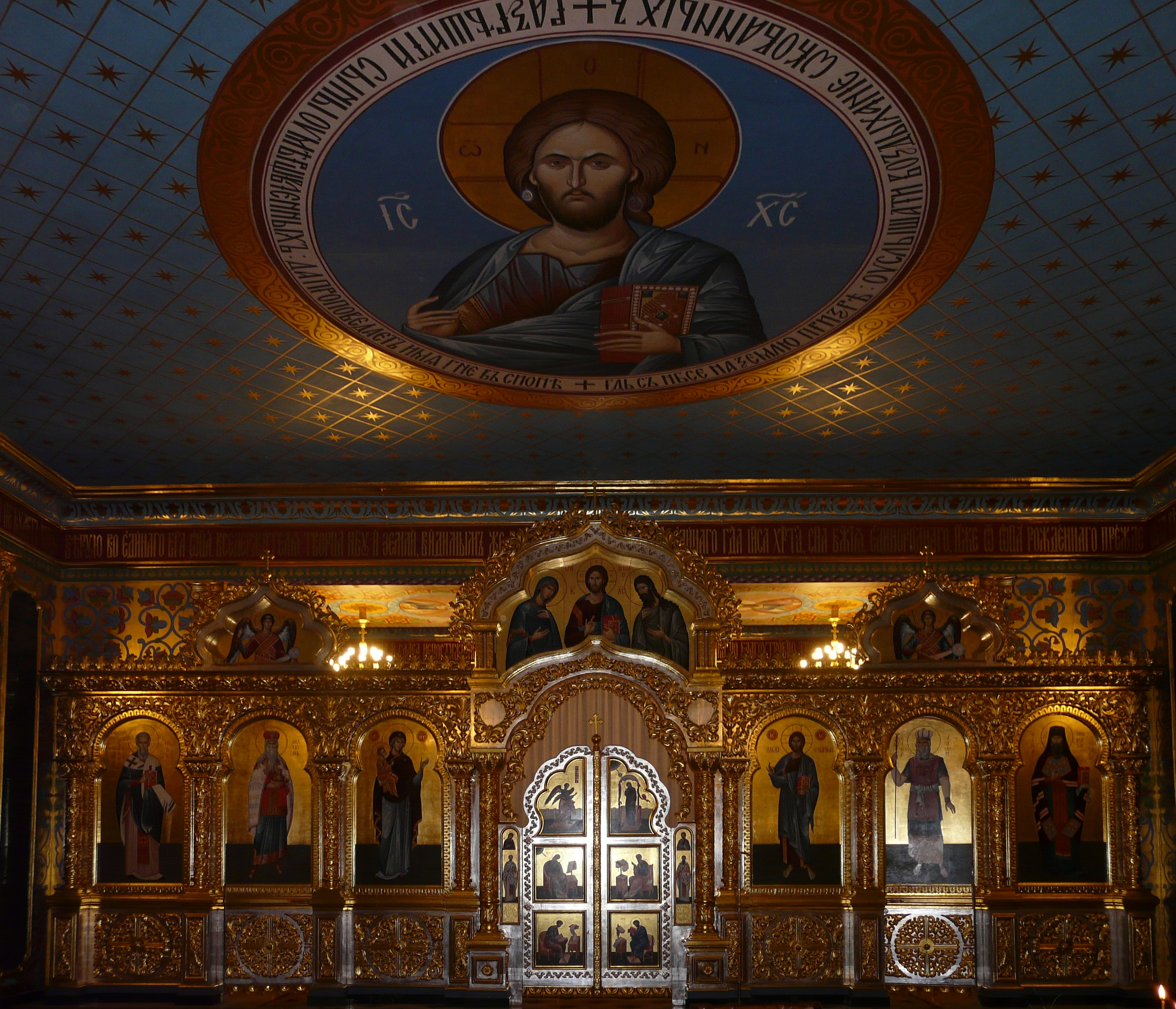
Icono en el interior de una capilla